# Lesignano de' Bagni
Lesignano de' Bagni är en ort och kommun i provinsen Parma i regionen Emilia-Romagna i Italien. Kommunen hade 5 054 invånare (2018).